# Чахаршанбе-Сурі

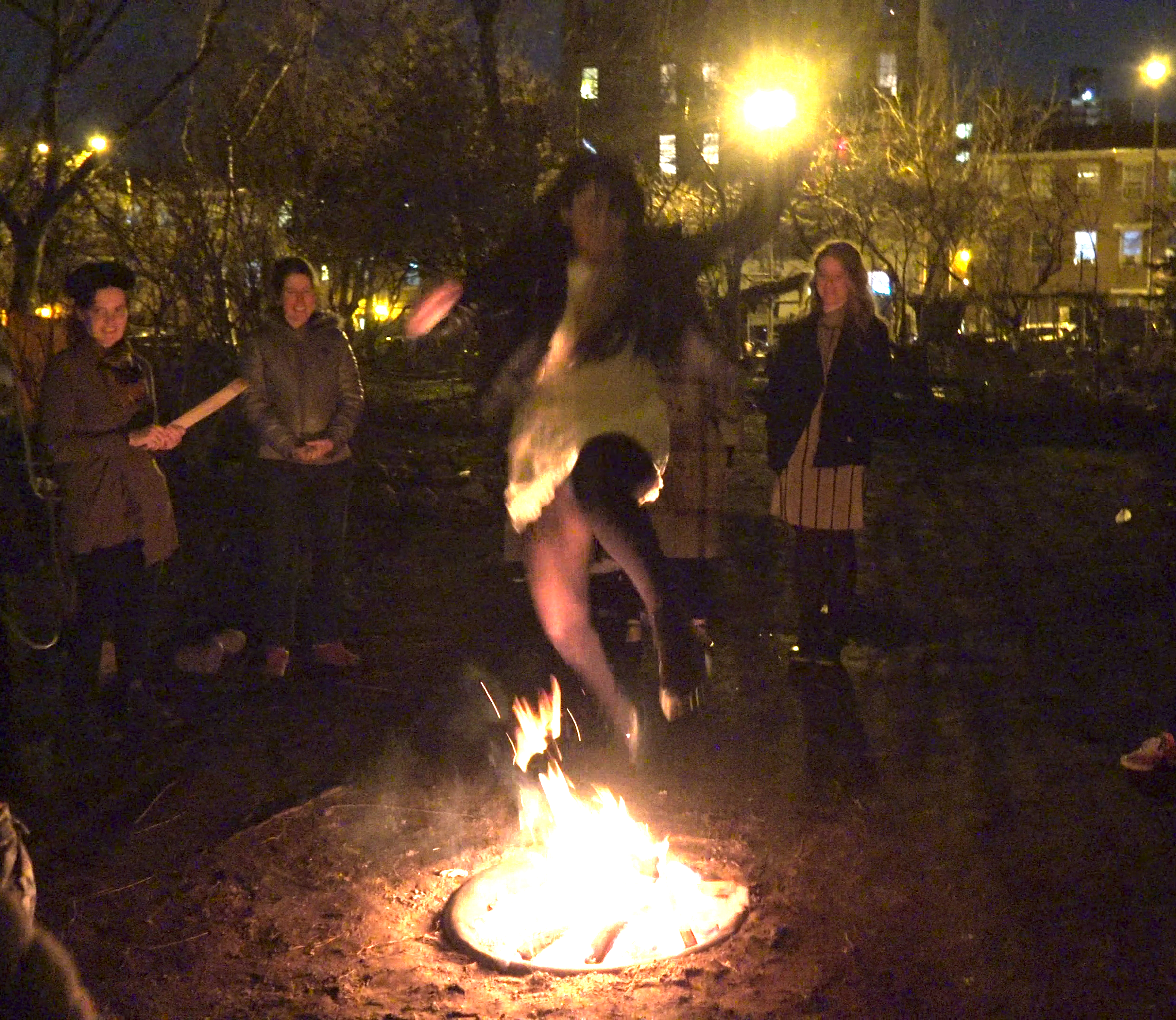
Іранські іммігранти в Нью-Йорку відзначають Чахаршанбе-Сурі

Чахаршанбе-Сурі (перс. چهارشنبه‌سوری, Câršanbe-Suri), вимовляється як Чоршамбе-Сурі (перс. چارشنبه‌سوری), Чаршанбе-Ахір (тадж. остання середа) — стародавнє іранське свято вогню напередодні Навреза, що знаменує собою прихід весни і відродження природи. Традиційно відзначається вночі останньої середи в році, з часу ісламської революції відзначається увечері у вівторок. Слово Чахар Шанбе означає «середа» і Сурі — «червоний». Багаття горять від заходу сонця до раннього ранку. Святкування зазвичай починається ввечері, коли люди розводять багаття на вулицях і стрибають через них.
За традицією люди збираються на вулицях і провулках, щоб стрибати через багаття і співати пісні: Сорхі-є то аз ман, зарді-є ман аз то («Твій вогненно-червоний колір мій, і моя хворобливо-жовта блідість твоя»). Це обряд очищення, і власне Сурі означає почервоніння, яке натякає на колір вогню. Це означає, що ви віддаєте вогню вашу блідість, хвороби і проблеми, і натомість берете у нього почервоніння, тепло і енергію. Свято не має релігійних обмежень — його відзначають як перси, таджики, курди, перські євреї, мусульмани, азербайджанці, так і зороастрійці.
За традицією цього дня готують аджил — суміш горіхів і ягід. Люди переодягаються і ходять від дверей до дверей, стукаючи в двері. Зазвичай їх обдаровують аджилом, але можуть і облити водою.
Перси відзначали в останні 10 днів року обов'язкове щорічне свято всіх душ, Хамаспатхмаєдая (Фарвардіган або Фородіган). Вони вірили, що Фаравахар, ангели-хранителі людей, а також духи померлих повертаються для возз'єднання. Цих духів розважали як почесних гостей у їхніх колишніх будинках, і вимагався прощальний ритуал на світанку в день Нового року. Десять днів свята збіглося з відзначенням свят створення вогню і людей. У період Сасанідів свято було розділено на дві частини, відомих як «малий» і «великий» Пяндж. Поступово склалося, що Малий Пяндж належав душам дітей і тих, хто помер без гріха, тоді як Великий Пяндж — для всіх душ.
«Ghashoq Zani» (зазвичай жінки покривають себе і стукають у двері ложкою або ключем, власник будинків дає їм солодощі, фрукти або гроші) також є однією з традицій і звичаїв, які ще не повністю забуті в Чахаршанбе Сурі.